# Sfida negli abissi
Sfida negli abissi (Submarine X-1) è un film di guerra del 1968, diretto da William A. Graham, con protagonista James Caan. Il film è basato sull'attacco sferrato nel 1943 alla corazzata tedesca Tirpitz dalla Royal Navy.

## Trama
Per il Comandante della Royal Navy Bolton, la corazzata tedesca Luthendorf è diventata un'ossessione: ogni volta che lui e i suoi uomini si sono scontrano con quella nave, escono sconfitti. Questa volta, però,  Bolton è deciso a riuscire nel suo obiettivo: addestra duramente un gruppo di specialisti e solo al termine dell'addestramento spiega loro qual è l'obiettivo. Partono per questa missione tre minisommergibili Classe X, di cui due saranno distrutti, ma quello comandato da Bolton in persona, riesce finalmente a colpire e affondare la nave nemica.